# カドラ・ダヒル・イゲ
カドラ・ダヒル・イゲ（英語: Kadra Daher Igeh, ソマリ語: Khadra Daahir Cige, アラビア語: خذر ظاهر عغه）はソマリア・ソマリランドの歌手。1957年生まれ、2022年に65歳で死去。

## 生い立ち
1957年にイギリス領ソマリランドの行政中心都市ハルゲイサで生まれた。
歌手になる前はバスケットボールのプレーヤーであり、全国大会にも出場した。
1974年に17歳で、ソマリアの音楽グループワーベリのダンスユニットダブジェカイルカリワアのメンバーとしてデビュー。カドラ自身の回想によれば、ソマリアでは1970年代の10年間の間に女性が歌手になることに寛容となり、ナイトクラブなどではむしろ女性歌手の方が人気があった。
カドラは1970年代から1980年代にかけて、ソマリアで最も有名な女性スターの一人となった。
2002年に歌手を引退。
その後はハルゲイサに住んでいるが、時々子供たちに会いに海外に出かけていた。
カドラは、2012年2月にソマリランドのニュースサイトベルベラニュースが選んだ「160人の偉大なソマリ人」の中で、アーティスト15人の9番目に選ばれている。
2018年2月、カドラはソマリランド労働局が管理する公共サービスに登録し、この業務を賞讃した。
2022年6月25日、ハルゲイサの国際病院で肺炎あるいは白血病で死去。65歳。

## 曲
カドラの曲の多くは詩人Hassan H. Abdullahi（Hassan Ganay）が作っている。
- 愛なしでは言えない(Afka lagama sheegto adigoon jeceyl arag) - 代表曲の一つ[3]。
- 賞讃（Yabaal） 1975年。Xasan-Ganey作詞[9]。

1. 1 2  “Famous Somali artist Khadra Dahir Ige passes away at Hargeisa”. hiiraan.com. (2022年7月2日) 2022年7月3日閲覧。
2. 1 2  “Somalia's lost tapes revive musical memories”. bbc.com. (2017年8月26日) 2022年7月3日閲覧。
3. 1 2  “Akhriso: Taariikhda Khadra Daahir Cige Oo Caawa Hargeysa Ku Geeriyootay”. radiodalsan.com. (2022年7月2日) 2022年7月3日閲覧。
4. ↑  Mohamed Dahir Yusuf (2013年). “Between Continuity and Innovation: Transitional Nature of Post-independence Somali Poetry and Drama 1960s – the Present”. p. 123. 2022年7月3日閲覧。
5. 1 2  “Khadro Daahir "Cumar Dhuulle wuxuu ka baqay nin xoog weyn"”. bbc.com. (2022年1月13日) 2022年7月3日閲覧。
6. 1 2  “Fanaanad Khadra Daahir Cige oo Geeriyootay”. hargeisapress.com. (2022年7月2日) 2022年7月3日閲覧。
7. ↑  “Fanaanada Khadra Daahir Oo Maanta Iska Diwaan Galisay Haay’ada Shaqaalaha Dawlada , Kana Hadashey Dareenkeeda”. salaanmedia.com. (2018年2月18日) 2022年7月3日閲覧。
8. ↑  “Waa Sidee Xaalada Caafimaad Ee Boqoradii Fanka Soomaalida Ee Khadra Daahir?”. hargeisapress.com. (2022年6月28日) 2022年7月3日閲覧。
9. ↑  “Sooyaalka Abwaan Xasan-Ganey: Wuxuu ka qeybgalay Silsiladii Deelley ee "far ku fiiqistii" dowladdii kacaanka”. bbc.com. (2021年11月18日) 2022年7月3日閲覧。